# The Ghost of Slumber Mountain
The Ghost of Slumber Mountain (titlu original: The Ghost of Slumber Mountain) este un film american din 1918 scris și regizat de Willis O'Brien.  Rolurile principale au fost interpretate de actorii O'Brien și Herbert M. Dawley.  Acesta este primul film în care apar actori și creaturi stop motion aflate în mișcare împreună pe ecran și este adesea citat ca o sursă de inspirație și un test practic pentru filmul The Lost World (O lume dispărută, 1925).
The Ghost of Slumber Mountain a avut inițial aproximativ 914,4 metri și trei role, echivalentul a aproximativ 40 de minute. Cu toate acestea, după ce filmul a avut premiera la Strand Theater, managerul Walter Hayes i-a ordonat lui Dawley să taie filmul ca să rămână o rolă deoarece a considerat că filmul era prea lung. O versiune a fost restaurată și durează aproximativ 19 minute. Restul filmului este presupus a fi pierdut.

## Prezentare
Cea mai mare parte a scenariului este o necunoscută. În versiunea disponibilă astăzi, Holmes (Dawley) le spune nepoților și copiilor despre o aventură pe care a avut-o în pădurile din jurul Muntelui Slumber, lângă Valea Viselor. El a găsit cabina aparținând pustnicului târziu Mad Dick, pe care Joe, prietenul lui Holmes, l-a văzut folosind un instrument ciudat ca  un telescop. În noaptea aceea, Holmes a căutat cabina și a găsit instrumentul. În acest fel, fantoma lui Mad Dick (O'Brien) îl instruiește să folosească instrumentul pentru a privi vârful muntelui Slumber. Când face acest lucru, se pare că se uită înapoi în trecut, văzând un "Tyrannosaurus" și un "Triceratops" care se luptă. Primul se dovedește a fi triumfător și, după ce-l ucide pe al doilea, sparge bariera timpului și începe să-l vâneze pe Holmes. Apoi este dezvăluit că Holmes a visat totul.

## Distribuție
- Herbert M. Dawley (și producător al filmului)
- Willis O'Brien

## Creaturi
- Brontosaurus
- Pasăre Uriașă (posibil Phorusrhacos ori Gastornis)
- Triceratops
- Tyrannosaurus

## Producție
Bugetul filmului a fost de 3000 $.

## Lansare și primire
A avut încasări de 100.000 $.